# اللجون
اللجون، كانت قرية عربية فلسطينية تقع على بعد 16 كيلومترًا شمال غرب جنين، وكيلومترًا واحدًا جنوب ما تبقى من المدينة الكنعانية مجيدو. سميت بهذا الاسم نسبة لمعسكر فيلق روماني تابع لولاية فلسطين السورية، أقيم في موقع القرية، وأطلق عليه اسم «ليجيو». يمتد تاريخ اللجون إلى 2,000 سنة مضت. كانت اللجون أثناء الحكم العباسي عاصمة لمنطقة فرعية وصغيرة، وإبان الحكم المملوكي كانت بمثابة محطة مهمة على الطريق البريدي، وخلال الحكم العثماني كانت عاصمة للمنطقة التي كانت تحمل اسمها. بعد انهيار الإمبراطورية العثمانية في نهاية الحرب العالمية الأولى، خضعت اللجون وكل فلسطين تحت إدارة الانتداب البريطاني. وخلال حرب 1948 بين العرب وإسرائيل، في يوم 30 مايو / أيار، دمرت القرية على يد المنظمات الصهيونية المسلحة، وتم تهجير سكانها، وقد استقر معظمهم في أم الفحم لقربها. ولم يتبقى من القرية اليوم سوى القليل من آثارها. في عام 1949 أنشأت الحكومة الإسرائيلية فوق أراضيها كيبوتس مجدو.

## أصل التسمية
«اللَجُّونْ»، بفتح أوله، وضم ثانيه مع تشديده، وسكون آخره. هو اسم مستمد من الاسم الروماني (Legio: ليجيو)، المشتق من (Legion: ليجيون)، والتي تعني الفيلق الروماني. فنظرًا للأهمية العسكرية للموقع فقد أقام الرومان فيه المعسكرات لكتائبهم، وقد تراوحت ما بين 4,000 و6,000 جندي لكل منها. في القرن الثالث تم تغيير اسمها إلى (Maximianopolis: ماكسيميانوبوليس) «مدينة ماكسيميان» بأمر من الإمبراطور دقلديانوس وفي شرف الإمبراطور ماكسيميان، إلا أن التسمية القديمة بقيت أكثر استخدامًا. في فترة الخلافة الإسلامية تم تعريب اسمها إلى «اللجون»، وبقي اسم «اللجون» متداولًا حتى استيلاء الصليبيين على فلسطين عام 1099، وأعادوا اسمها القديم (Legio: ليجيو). وفي عام 1187 استعادها المسلمون، فعادت تعرف «باللجون» حتى يومنا هذا.

## التاريخ

### العصور القديمة

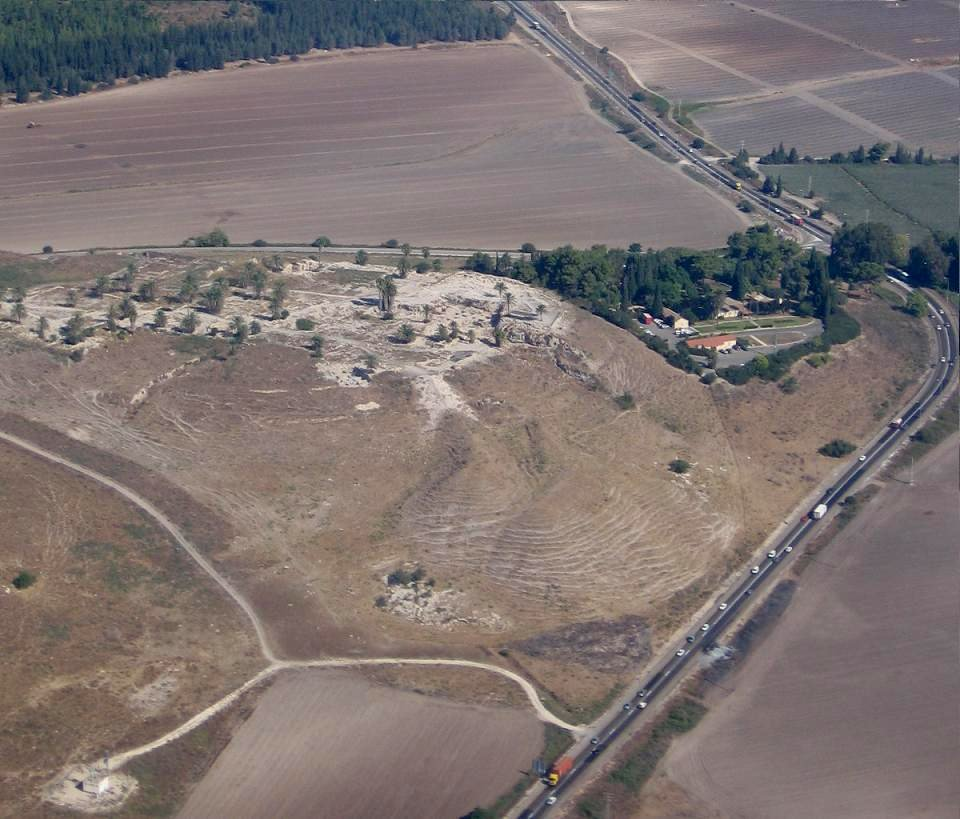
منظر جوي لتل مجدو من الشمال الشرقي.

اللجون الواقعة على بُعدِ كيلومترٍ واحدٍ تقريبًا (0.62 ميلًا) على الجنوب من تل مجدو، والذي يُعرف أيضًا بتل المتسلم القائم على الطريق العسكري المؤدي من آسيا إلى مصر، خضع تاريخيًا لحراسة مشددة من كِلا الكنعانيين وبني إسرائيل. بعد ثورة بار كوخبا -انتفاضة اليهود على الرومان- التي قمعت في عام 135، قام الإمبراطور الروماني هادريان بأمر الفيلق الروماني الثاني أن يتمركز شمال فلسطين لحراسة منطقة وادي عارة، الخط الحاسم بين السهل الساحلي ووادي يزرعيل. وأطلق على هذا المكان الذي أنشئ فيه المعسكر اسم «ليجيو». في القرن الثالث عندما انسحب الجيش أصبحت «ليجيو» مدينة وأطلق عليها اسم «ماكسيميانوبوليس».

### الحكم العربي والإسلامي
بعد انتصار المسلمين في معركة أجنادين التي جرت عام 634 بين الخلافة الراشدة والإمبراطورية البيزنطية، أصبحت اللجون ومعظم فلسطين وجنوب سوريا ضمن حدود الدولة الإسلامية. وفقًا للجغرافي الفارسي الإصطخري في القرن التاسع، كانت اللجون بلدة تقع شمال جند فلسطين. وأكد الجغرافي العربي ابن حوقل هذا القول في عام 977.

في القرن العاشر كتب الجغرافي الفارسي ابن الفقيه عن القصة الشعبية التي رواها أهالي اللجون فيما يتعلق بوفرة الينابيع واستخدامها كمصدر مياه رئيسي في المدينة على مر العصور، فقال: 
| ” | ومدينة اللجُّون فيها صخرة عظيمة مدوَّرة خارج المدينة، وعلى الصخرة قبّة زعموا أنها مسجد إبراهيم يخرج من تحت الصخرة ماءٌ كثير، وذكروا أن إبراهيم ضرب بعصاه هذه الصخرة فخرج منها من الماءِ ما يتَّسع فيه أهل المدينة ورساتيقهم إلى يومنا هذا. | “ |

في عام 940 خاض ابن رائق معركة ضد أخشيدية مصر، من أجل السيطرة على سوريا، بمعركة غير حاسمة في اللجون. وخلال المعركة قُتل قائد الأخشيدية أبو نصر الحسين شقيق والي الأخشيدية محمد بن طُغج الإخشيد. وحينما شاهد ابن رائق جثة الحسين تأثر بها، وقدم ابنه أبا الفتح مُزاحم البالغ من العمر سبعة عشر عامًا إلى ابن طُغج قائلًا له: «لتفعلوا به ما ترونه مناسبًا». وبدلًا من أن يُؤخذ بالثأر، فكر الأخير بحكمة، وأهدى مُزاحم العديد من الهدايا والثياب، ثم زوجه بإبنته فاطمة.
في عام 945 خاض حمدانيو حلب والإخشيديون معركة في اللجون، انتصر بها الإخشيديون واضعين حدًا للتوسع الحمداني جنوبًا بقيادة سيف الدولة. في عام 985 كتب الجغرافي العربي المقدسي، حينما كانت اللجون تحت الحكم العباسي: «اللجون مدينة على رأس حد فلسطين في الجبال، بها ماء جار، رحبة نزيهة». وقال أيضًا أنها كانت مركز الناحية التي تشكلت جزءًا من جند الأردن، أحد أجناد بلاد الشام، وقد شملت هذه الناحية مدينتي الناصرة وجنين.

### الصليبيون والأيوبيون والمماليك
في عام 1099 حينما غزا الصليبيون بلاد الشام واستولوا عليها بعد انتصارهم على الفاطميين، عادت اللجون تعرف بالاسم الروماني «ليجيو»، وكانت آنذاك تابعة لإقطاعية قيسارية. في تلك الفترة نمى الاستيطان المسيحي في «ليجيو» بشكلٍ كبير. برنارد، رئيس وكبير أساقفة الناصرة منح بعضًا من عشور «ليجيو» إلى مستشفى دير سانت ماري في عام 1115، ثم في عام 1121، قام بتوسيع المنحة لتشمل كنيسة قرية تعنك المجاورة. بحلول عام 1147 كانت «دي ليون» العائلة الحاكمة في «ليجيو»، ولكن في عام 1168 عُقدت القرية للبيع لصالح إقطاعية حيفا. في عام 1182 داهم الأيوبيون «ليجيو»، واستولوا عليها في عام 1187 تحت قيادة حسام الدين عمر ابن أخت صلاح الدين الأيوبي، وأعادوا التسمية العربية لها.
في عام 1226، الجغرافي العربي ياقوت الحموي كتب عن مسجد إبراهيم في اللجون، وعن عين الماء الغزيرة، وأن اللجون جزءًا من جند الأردن. مر بالقرية العديد من ملوك المسلمين وغيرهم من الشخصيات البارزة، مثل الملك الكامل خامس الحكام الأيوبيون، الذي زوج ابنته عاشوراء لابن أخيه فيها عام 1231. في عام 1241 تنازل الأيوبيون عن اللجون للصليبيين، ولكن في عام 1263 عادت إلى المسلمين على يد المماليك وذلك في فترة حكم بيبرس. وبعد مرور عام، داهم اللجون طرفين من الفرسان والإسبتارية واعتقلتا حوالي 300 من الرجال والنساء وأُسروا في عكا. في معاهدة بين السلطان قلاوون والصليبيين في 4 حزيران / يونيو 1283، أدرجت اللجون ضمن الأراضي المملوكية.
بحلول عام 1300، كانت الشام كلها تحت أيدي المماليك، وقد قسمت إلى العديد من المناطق الإدارية. وكانت اللجون مركز ناحية في المنطقة التابعة لصفد وشملت كل من العشير وكوكب الهوا وجنين. في القرن 15 أصبحت اللجون محطة رئيسية على الطريق البريدي بين مصر ودمشق.

### الإمبراطورية العثمانية

#### بداية الحكم العثماني وعشيرة آل طرباي
في عام 1517، غزت الإمبراطورية العثمانية فلسطين، وسيطرت على معظم أراضيها بعد انتصارها على المماليك في معركة مرج دابق. انتقل جيش السلطان سليم الأول جنوبًا نحو مصر، بمساعدة عشيرة آل طرباي من بني الحارث، وقبيلة من بدو الحجاز، من خلال عملهم كدليل. وعندما انهزم المماليك تمامًا، وعاد سليم الأول إلى إسطنبول، تم منح آل طرباي حكم اللجون، التي أصبحت عاصمة للسنجق الذي يحمل اسمها -سنجق اللجون- التابع لإيالة دمشق. وقد شمل هذا السنجق كل من مرج ابن عامر، وشمال السامرة، وجزءًا من شمال وسط ساحل فلسطين، وتألف من أربعة نواحي، هي: (جنين، ساحل عتليت، شعرة، شفا). وقد شملت ما مجموعه 55 قرية، بما في ذلك مدينة حيفا، وجنين، وبيسان.
بعد فترةٍ قصيرة أعلن آل طرباي تمردهم بشكلٍ مفاجئ، لكن سرعان ما هدؤوا. وفي عام 1559 عين العثمانيون علي بن طرباي حاكمًا على اللجون، ثم حكمها بعده ابنه عساف طرباي وكان ذلك بين عامي 1571 و1583، حينها امتدت نفوذ حكمه لسنجق نابلس. في عام 1579 أشير على عساف «سنجق بكي اللجون»، بأنه باني مسجد في قرية الطيرة المجاورة. وفي عام 1583 أطيح عساف من الحكم ونفي إلى جزيرة رودس. بعد ست سنوات، في عام 1589 تم العفو عنه. في ذلك الوقت، كان هناك دجالًا اسمه عساف أيضًا، حاول السيطرة على سنجق اللجون، وحينما انكشف أمره عرف «بعساف الكذاب»، وكان ذلك بعدما ألقي القبض عليه وأعدم في دمشق، حيث سافر إليها في محاولةٍ لتأكيد تعيينه كحاكم للسنجق. في عام 1596 كانت اللجون تؤدي الضرائب على عدد من الغلال كالقمح والشعير، بالإضافة إلى عناصر أخرى من الإنتاج والمستغلات كالماعز وخلايا النحل والجواميس.
لم يعود عساف طرباي حاكمًا على اللجون، ولكنها بقيت تحت أيدي آل طرباي. في ظل حكم طربيه بن علي الذي تبعه عند وفاته ابنه أحمد في عام 1601، والذي حكم أيضًا حتى وفاته في عام 1657. عُرف أحمد بشجاعته حينما ساعد العثمانيين في هزيمة المتمردين من آل جنبلاط وقدم المأوى ليوسف بن سيف المنافس الرئيسي لآل جنبلاط [الإنجليزية]. وبقيامه بالتنسيق مع حكام غزة (آل رضوان) والقدس (آل فروخ) لمحاربة فخر الدين الثاني في سلسلة طويلة من المعارك، والتي انتهت بانتصار تحالف آل طرباي وآل رضوان وآل فروخ بعد هزيمة قوات جيش فخر الدين عند نهر العوجا في وسط فلسطين عام 1623.
وسعت السلطات العثمانية من إقطاعية أحمد تعبيرًا عن امتنانها له. نجل أحمد زين طرباي حكم اللجون لفترة وجيزة حتى وفاته في عام 1660. وقد تبعه شقيقه محمد طرباي، وحكمها حتى وفاته أيضًا في عام 1671. ثم حكم اللجون أفراد آخرين من عائلة طرباي حتى عام 1677، ثم حل محلهم ضابط من الحكومة العثمانية. وفي وقت لاحق، أصبح الشيخ زبن سلف عشيرة عبد الهادي من عرابة، زعيم سنجق اللجون. في زيارةٍ للرحالة الأجنبي هنري موندريل في عام 1697، وصف المكان بأنه «قرية قديمة قرب خان جيد».

#### أواخر الحكم العثماني

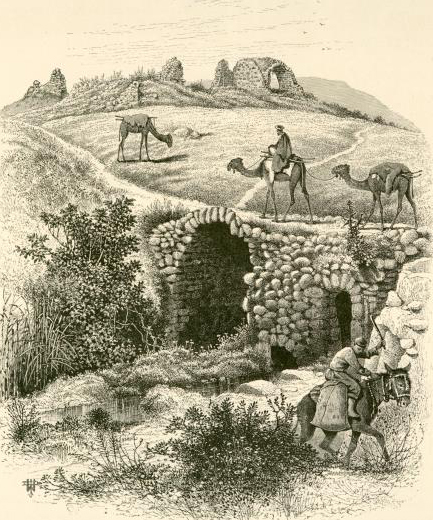
رسم لخان اللجون، والجسر القديم، في أواخر القرن التاسع عشر.

بحلول القرن الثامن عشر أصبحت جنين العاصمة الإدارية بدلًا من اللجون، وبحلول القرن التاسع عشر تم تغيير اسم السنجق إلى سنجق جنين. ظاهر العمر،
الذي أصبح الحاكم الفعلي للجليل لفترة قصيرة خلال النصف الثاني من القرن الثامن عشر، استعمل المدافع لقصف اللجون في سياق حملته بين الأعوام 1771 و1773 للاستيلاء على نابلس. ومن المحتمل أن هذا الهجوم أدى إلى تدهور القرية في السنوات التي تلتها، حيث تضاءل نفوذها، وتزايدت قوة السلطة السياسية في عكا، والقوة الاقتصادية في نابلس.
في عام 1838، زار إدوارد روبنسون اللجون، وأشار إلى أن الخان، على أنه كان يأوي القوافل المارة على الطريق الكبيرة بين مصر ودمشق، وأن اللجون قائمة على تل بين الساحل ومرج ابن عامر. وعندما زار القنصل البريطاني جيمس فين المنطقة في منتصف القرن التاسع عشر، قال أنه لا يرى القرية. وقد لاحظ مؤلفو «كتاب مسح فلسطين الغربية» وجود خان إلى الجنوب من أنقاض القرية في أوائل الثمانينات من القرن الماضي.
في أواخر القرن التاسع عشر انتقل العديد من سكان أم الفحم إلى اللجون لاستغلال أراضيها الزراعية. ثم استوطن هؤلاء اللجون شيئًا فشيئًا، مقيمين منازلهم حول ينابيع الماء، ولا سيّما بجوار الخان. ولما أجرى علماء الآثار الألمان عام 1903 التنقيبات في تل المتسلم (مجدو القديمة)، القريب من القرية، استعمل بعض سكانها الحجارة التي استخرجت من أبنية الموقع القديم في بناء مساكن جديدة لهم.

### فترة الانتداب البريطاني
انتقل مزيد من الناس إلى اللجون خلال فترة الانتداب البريطاني، وتحديدًا في أواخر الثلاثينات من القرن الماضي، جراء نشاطهم في ثورة فلسطين الكبرى، التي انتشرت في أنحاء فلسطين. ويقع في القرية قبر يوسف الحمدان القائد المحلي للثورة. وقد نما اقتصاد اللجون بسرعة نتيجة توافد المزيد من السكان. وقد توسعت القرية وانقسمت إلى ثلاثة أحياء، وهي: الحي شرقي، والحي الغربي، وآخر عُرف بخربة الخان. كان يقيم في كل حي حمولة أو أكثر.
كان في اللجون مدرسة حكومية تأسست في عام 1937، وفي عام 1944 التحق بها نحو 83 تلميذًا يعلمهم معلمان، وكان في اللجون حينها نحو 180 رجلًا ملمًا بالقراءة والكتابة. كانت تقع المدرسة في حي المحاجنة الفوقا، أي في خربة الخان. وفي عام 1943 موّل أحد كبار مالكي الأراضي في القرية لبناء مسجدًا، وقد بُني من الحجارة البيض في حي الإغبارية، أي الحي الشرقي. وفي الفترة نفسها أُنشئ مسجدًا آخر في حي المحاميد من تمويل أهالي الحي أنفسهم.
كان في القرية سوق صغيرة، فضلًا عن ست طواحين للحبوب، تديرها عدة ينابيع وجداول تقع في ضواحي القرية، وكان فيها أيضًا مركزًا صحيًا. وكان في كل حي من أحياء اللجون العديد من الدكاكين. وقد أنشأ رجل مسيحي من أم الفحم شركة باصات في اللجون، كانت توفر الخدمات لسكان أم الفحم وحيفا وبضع قرى، منها زرعين. وفي عام 1937 بلغ عدد باصاتها سبعة باصات. وبعد ذلك رُخّص للشركة بنقل الركاب من جنين وإليها أيضًا، واكتسبت الشركة اسم «شركة باصات اللجون».

### حرب 1948
في عام 1947، أصدرت الأمم المتحدة قرارًا لتقسيم فلسطين، وكانت اللجون ضمن حدود الدولة العربية. في حرب 1948 كانت اللجون تحت حماية جيش الإنقاذ، وأول اعتداء قد تعرض إليه كان من الهاغاناه في 13 نيسان / أبريل أثناء معركة مشمار هعيمك. حيث ذكر فوزي القاوقجي قائد جيش الإنقاذ أن القوات اليهودية («الهاغاناه») حاولت الوصول إلى تقاطع الطرق في اللجون بعملية التفاف، ولكن هجومها فشل. وذكرت صحيفة نيويورك تايمز أن أثنا عشر عربيًا قد قتلوا وخمسة عشر آخرون أصيبوا بجروح خلال الهجوم الذي شنته الهاغاناه. داهمت ونسفت وحدة البلماح التابعة للهاغاناه معظم اللجون في ليلة 15-16 نيسان / أبريل.
في 17 نيسان / أبريل احتلت الهاغاناه اللجون. وفقًا للصحيفة، كانت اللجون «أحد أهم المواقع التي استولى اليهود عليها، الذين ذهب بهم هجومهم إلى احتلال عشر قرى جنوب وشرق مشمار هعيمك». وأضاف التقرير أن الهاغاناه أجلت النساء والأولاد من القرية، ونسفت 27 مبنى في اللجون والقرى المجاورة. ومع ذلك ذكر القاوقجي أن الهجمات استؤنفت في 6 أيار / مايو، عندما هاجمت قوات الهاغاناه مواقع جيش الإنقاذ في منطقة اللجون. وقد صد فوج اليرموك التابع لجيش الإنقاذ ووحدات أخرى تابعة له هذا الهجوم. وذكر القاوقجي، بعد مرور يومين، «حاولت قوات الهاغاناه عزل اللجون عن طولكرم تمهيدًا للاستيلاء على اللجون وجنين...».
في 30 أيار / مايو 1948، في المرحلة الأولى من حرب 1948 بين العرب وإسرائيل، احتلت اللجون على يد لواء جولاني الإسرائيلي في عملية «جدعون». كان لاحتلالها أهمية كبيرة لدى الإسرائيليين لموقعها الإستراتيجي عند مدخل وادي عارة، وبالتالي جلب قواتهم لنقطة أقرب إلى جنين. وخلال الهدنة الثانية بين إسرائيل والتحالف العربي، في أوائل أيلول / سبتمبر حدد مسؤول من الأمم المتحدة خط الهدنة الدائمة في منطقة اللجون، وفقًا لتقارير صحفية. وقد أقيمت منطقة عرضها نحو 450 مترًا على كلا جانبي الخط حيث سمح للعرب واليهود حصاد محاصيلهم.

### بعد 1948

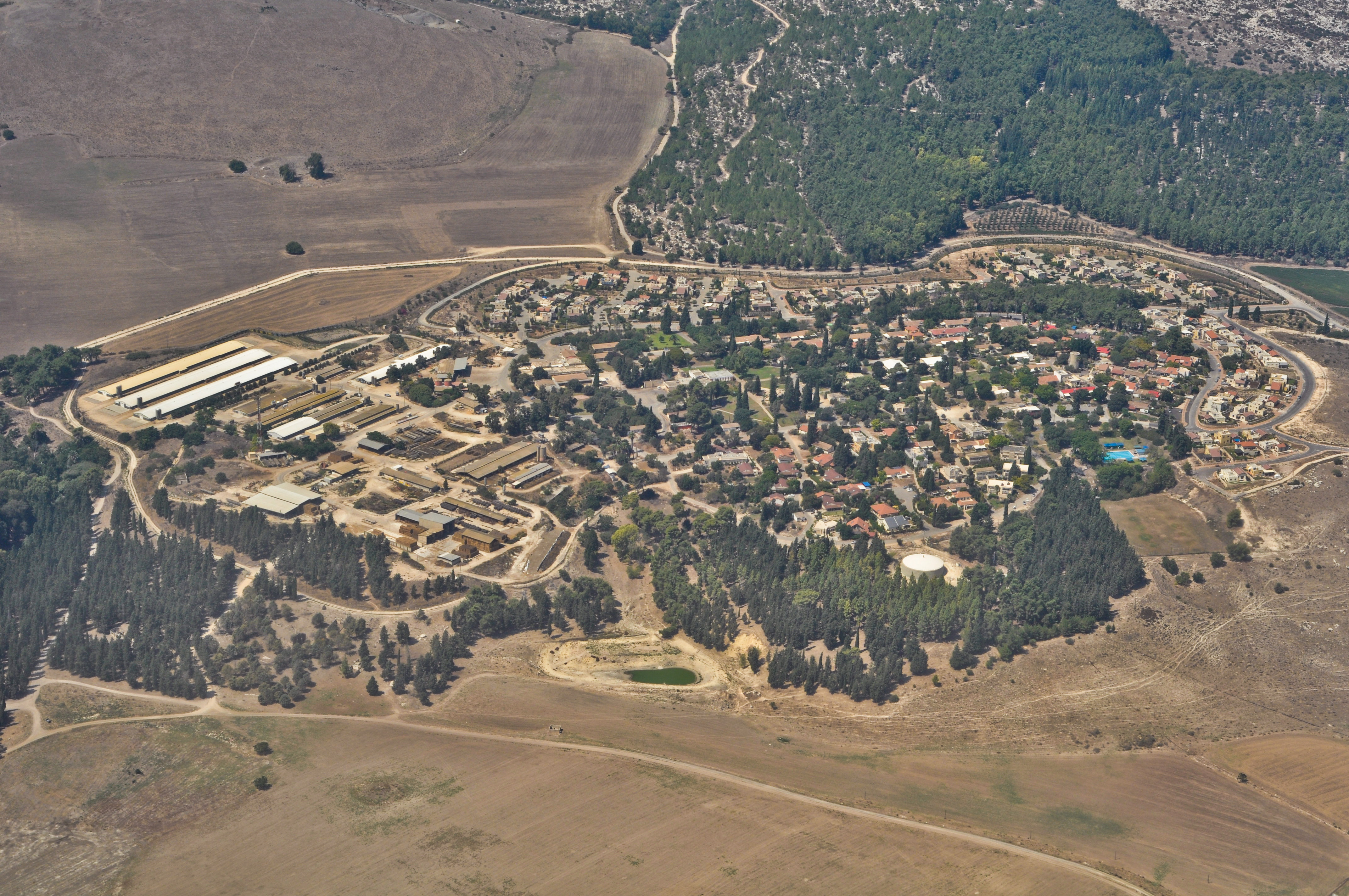
منظر جوي لكيبوتس مجدو، عام 2013. المقام على جزء من أراضي اللجون.

في عام 1949 أنشأت إسرائيل مستعمرة «يوسف كابلان» على جزء من أراضي اللجون التي تعرف اليوم بكيبوتس مجدو. ما زالت بعض الأبنية القديمة موجودة في موقع القرية، منها المسجد الذي بني عام 1943، وقد حول إلى ورشة للنجارة، أما اليوم فقد تم إهماله. وما زالت هناك بعض الآثار لإحدى طواحين الحبوب، ولمركز صحي، ولعدد قليل من المنازل المدمرة، وقد حُول إحداها إلى قن دجاج. والخان الذي بقي القليل من آثاره، ومنه إلى الجنوب الغربي يقع جسر قديم يحوي في تصميمه ثلاثة أقواس، ويعبر أحد الروافد الرئيسية لنهر المقطع. ومن الآثار الباقية أيضًا المقبرة لكنها مهملة، وفيها قبر يوسف الحمدان ما زال واضحًا للعيان، وهو أحد القوميين البارزين الذين سقطوا في ثورة فلسطين الكبرى، التي إندلعت بين الأعوام 1936 و1939 ضد الإنتداب البريطاني والعصابات الصهيونية.

## الجغرافية
كانت القرية قائمة على تل قليل الارتفاع لا يتجاوز 175 مترًا، في الطرف الجنوبي الغربي من مرج ابن عامر، وكانت موزعة على طرفي وادي اللجون. كانت جنين والمرج نفسه يظهران للناظر من اللجون. وكان جبل الكرمل يحدها من الغرب والجنوب، وتل المتسلم من الشمال الشرقي، وتل الأسمر من الشمال الغربي. كان يربط القرية طرق فرعية بالطريق العام جنين - حيفا، وبطريق عام آخر يمتد صوب الجنوب الغربي ويفضي إلى أم الفحم، حيث تقع بالقرب من ملتقى الطريقين. كانت عين الحجة عين الماء الرئيسية التي زودت القرية بالماء. ومن أشهر عيونها عين الخليل وعين الست ليلي. تكونت القرية بشكل أساسي من أربعة أقسام صغيرة على مقربة من بعضها البعض وهي الخربة الفوقا، الخربة التحتا، الخربة القبلية، وخربة ظهر الدار.
وفقًا للحموي كانت اللجون تقع على بعد 16 كيلومترًا (9.9 ميلًا) شمال غرب مدينة جنين، وتقريبًا 32 كيلومترًا (20 ميلًا) إلى الجنوب الغربي من طبرية، و64 كيلومترًا (40 ميلًا) إلى الشمال من الرملة. ومن القرى المجاورة، قرية عين المنسي المهجرة وتقع إلى الشمال الغربي، زلفة وتقع إلى الجنوب، والبياضة ومشيرفة إلى الجنوب الغربي، وزبوبا (جزء من الأراضي الفلسطينية) إلى الجنوب الشرقي. وأكبر مدينة تقع قرب موقع اللجون اليوم هي أم الفحم وتقع إلى الجنوب منها.
اللجون وأم الفحم وسبعة قرى أخرى بلغت مساحتهن الإجمالية معًا 77.24 كيلومترًا مربعًا (29.82 ميلًا مربعًا)، منها 68.3 كيلومترًا مربعًا (26.4 ميلًا مربعًا) كانت مملوكة للعرب، وما تبقى كانت أملاك عامة. كان هناك ما مجموعه 50كم² (12,000 أكر) من الأراضي التي كانت تزرع، أُستخدم منها 4.3كم² (1,100 أكر) للمزارع المروية، و44.6كم² (11,000 أكر) زرعت بالحبوب (القمح والشعير). المساحة المبنية من القرى كانت 0.128كم² (32 أكر) أغلبها في أم الفحم واللجون.

## التركيبة السكانية
في بداية الحكم العثماني عام 1596، كان عدد سكان اللجون 226 نسمة. وحسب إحصاءات الإنتداب البريطاني عام 1922، كان هناك 417 نسمة. وفي إحصاءات عام 1931، تضاعف عدد السكان إلى 857 نسمة، منهم 829 مسلمًا، و26 مسيحيًا، ويهوديان، منهم 452 من الذكور و405 من الإناث. وفي نفس العام كان هناك نحو 162 منزلًا في القرية. في نهاية عام 1940 قُدر عدد سكان اللجون بنحو 1,103 نسمة. وفي عام 1948 كان عدد سكانها 1,280 نسمة. تعود أصولهم إلى أم الفحم. حوالي 80% من سكان اللجون فروا إلى أم الفحم لقربها، ولما فيه من صلة القرابة، والعلاقات التجارية. فيُعتبرون اليوم من المواطنون العرب في إسرائيل.

## الثقافة

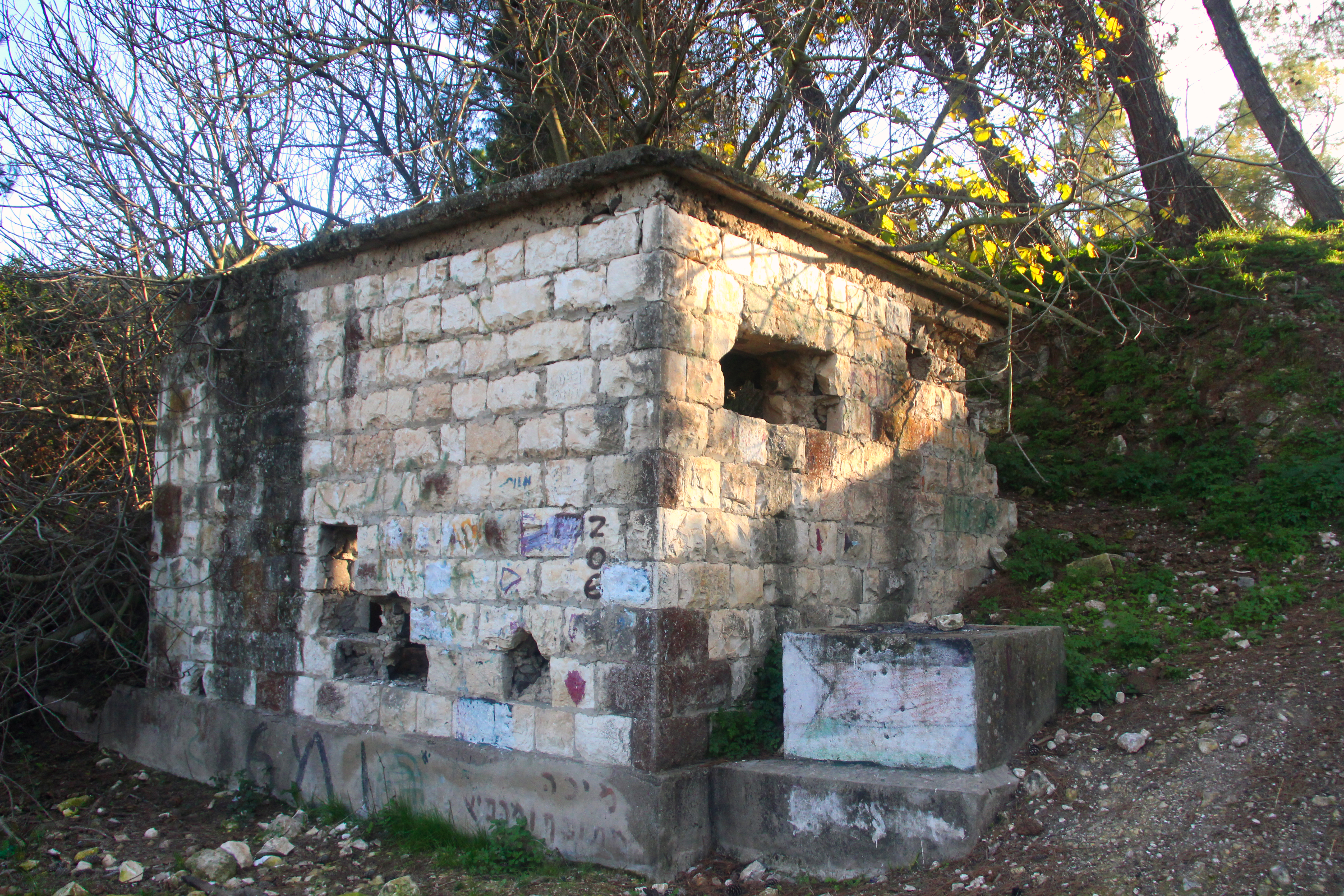
طاحونة عين الحجة، عام 2014.

تركزت العادات والتقاليد المحلية في اللجون على عين الحجة، والتي يعود تاريخها إلى القرن العاشر، حينما كانت القرية تحت الحكم الإسلامي. وفقًا للجغرافيين من ذاك القرن، وكذلك القرن الثاني عشر، تناقل أن تحت مسجد إبراهيم «عين ماء غزيرة» تشكلت فورًا بعدما ضرب النبي إبراهيم حجرًا. حيث دخل إبراهيم القرية في وقت مسيره إلى مصر ومعه قطيعه من الغنم، وكانت القرية آنذاك قليلة الماء. فضرب إبراهيم بعصاه صخرة فخرج منها الماء الكثير فاتسع على أهل القرية، فيقال أن بساتينهم ومحاصيلهم رويت من هذا الماء جيدًا.
في اللجون آثار لقبرين يعودان إلى العهد المملوكي، وهما لرجلين دين من القرية، «علي الشافعي» الذي توفي في عام 1310، و«علي بن جلال» الذي توفي في عام 1400.

## معلومات
1. ↑  الطواحين التي تواجدت في اللجون هي: طاحونة نويصر، طاحونة ملحيس، طاحونة الإغبارية، طاحونة الجسر، طاحونة الحداد، طاحونة الخليل.
2. ↑  القرى السبعة هي عقادة، وعين إبراهيم، والبويشات، ومعاوية، ومشيرفة، والمرتفعة، ومصمص.